# روبرت تومسون (سياسي أمريكي)
روبرت تومسون (بالإنجليزية: Robert Thompson)‏ هو سياسي أمريكي، ولد في 25 نوفمبر 1927، وتوفي في 1 يونيو 1999. حزبياً، نشط في الحزب الجمهوري والحزب الديمقراطي. وقد انتخب عضو جمعية ولاية ويسكونسن (2 نوفمبر 1982 – 1990).